# Palermo (Dakota del Nord)
Palermo és una població dels Estats Units a l'estat de Dakota del Nord. Segons el cens del 2000 tenia 77 habitants.

## Demografia
Segons el cens del 2000, Palermo tenia 77 habitants, 38 habitatges, i 22 famílies. La densitat de població era de 13,6 hab./km².
Dels 38 habitatges en un 18,4% hi vivien nens de menys de 18 anys, en un 52,6% hi vivien parelles casades, en un 5,3% dones solteres, i en un 39,5% no eren unitats familiars. En el 39,5% dels habitatges hi vivien persones soles el 26,3% de les quals corresponia a persones de 65 anys o més que vivien soles. El nombre mitjà de persones vivint en cada habitatge era de 2,03 i el nombre mitjà de persones que vivien en cada família era de 2,65.
Per edats la població es repartia de la següent manera: un 18,2% tenia menys de 18 anys, un 3,9% entre 18 i 24, un 18,2% entre 25 i 44, un 23,4% de 45 a 60 i un 36,4% 65 anys o més.
L'edat mediana era de 51 anys. Per cada 100 dones de 18 o més anys hi havia 96,9 homes.
La renda mediana per habitatge era de 33.125 $ i la renda mediana per família de 35.313 $. Els homes tenien una renda mediana de 27.500 $ mentre que les dones 22.500 $. La renda per capita de la població era de 14.028 $. Cap de les famílies i el 2,4% de la població estaven per davall del llindar de pobresa.

## Poblacions més properes
El següent diagrama mostra les poblacions més properes.